# Eudorylas caudatus
Eudorylas caudatus är en tvåvingeart som först beskrevs av Cresson 1910.  Eudorylas caudatus ingår i släktet Eudorylas och familjen ögonflugor. Inga underarter finns listade i Catalogue of Life.